# (400042) 2006 RX20
(400042) 2006 RX20 es un asteroide perteneciente al cinturón de asteroides, descubierto el 15 de septiembre de 2006 por el equipo del Spacewatch desde el Observatorio Nacional de Kitt Peak, Arizona, Estados Unidos.

## Designación y nombre
Designado provisionalmente como 2006 RX20.

## Características orbitales
2006 RX20 está situado a una distancia media del Sol de 2,571 ua, pudiendo alejarse hasta 3,252 ua y acercarse hasta 1,890 ua. Su excentricidad es 0,264 y la inclinación orbital 6,038 grados. Emplea 1505,94 días en completar una órbita alrededor del Sol.

## Características físicas
La magnitud absoluta de 2006 RX20 es 17,4.